# Joaquim António Emídio
Joaquim António Emídio nascido na Chamusca em 15 de Junho de 1955 é jornalista e poeta português.

## Biografia
Fundou o semanário regional e diário online O MIRANTE, em Novembro de 1987. O MIRANTE foi vencedor do prémio Gazeta do Clube de Jornalistas em Setembro de 2007. O prémio foi entregue entregue pelo Presidente da República Aníbal Cavaco Silva , 
É editor de livros com a chancela de O MIRANTE  e Rosmaninho editora . Já publicou livros de João Rui de Sousa, António Ramos Rosa, Pedro da Silveira, Pedro Barroso, Walmir Ayala, Guilherme de Azevedo, Joaquim Valadares Gamboa, entre outros.
É um dos jornalistas portugueses que ganhou no Tribunal Europeu dos Direitos do Homem um processo contra o Estado por ter sido condenado injustamente  . É autor publicado desde 1983. 

## Obras
- Os Dias Sonâmbulos (1983)
- A Contestação do Desejo (1985)
- A Mulher de António (1987)
- Amanhã Inesquecível (1988)
- O Livro dos Ventos (1990)
- Uma Mulher de Sonhos (1994)
- Uma Casa Rente ao Chão (1996)
- Uma Mulher não é de Ferro (1999)
- A Palavra Emocional (2003)
- Elogios (2003)
- Pequenos Elogios (2007)
- 2009 Elogios (2009)

## Antologias
- Fingidor II (1983)
- Fingidor III (1984)
- Jorge de Sena em rotas entrecruzadas org. Gilda Santos (1999)
- Na liberdade – Antologia poética (2004)
- Canto de Mar (2005)
- É tempo de falar do Padre Américo (2016)
- Poemas de Amor[8] (2021)
- Todos os Poemas da Vergonha (2021)
- Rio, da Glória à Piedade[9] (2023)